# Prospettive cristiane sull'Ade

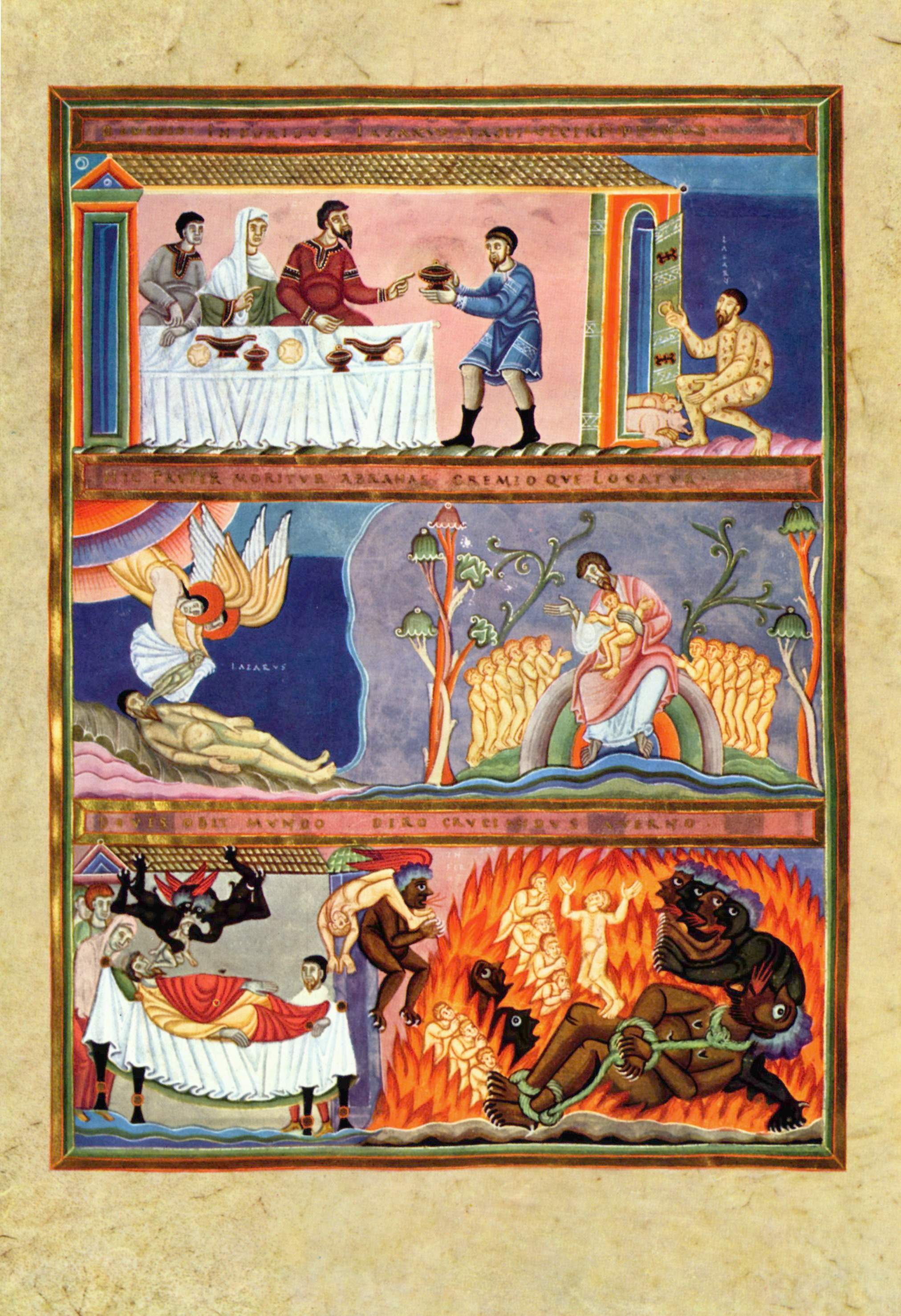
Lazzaro e il ricco (miniatura del Codex Aureus di Echternach).

Secondo varie denominazioni cristiane, l'Ade è il "luogo o stato degli spiriti defunti". Ade era il dio greco dei defunti. Esistono diverse prospettive cristiane sull'Ade.

## Nella Bibbia
Nella Settanta (un'antica traduzione della Bibbia ebraica in greco), il termine greco ᾅδης (Ade) è usato per tradurre il termine ebraico שאול (Sheol) in quasi tutti i casi, con tre eccezioni: Giobbe 24:19 (γῆ, "terra"), Proverbi 23:14 Proverbi 23:14 (θάνατος, "morte") e Ezechiele 32:21 (βόθρου o λάκκος, "fossa").

## Nuovo Testamento
Salmi 16:10 (in ebraico  נפשׁי לשׁול‎?, "Non abbandonerai la mia anima allo Sheol") è richiamato in 2:27 che rende nel greco della koinè "non abbandonare la mia anima all'Ade" (οὐκ ἐγκαταλείψεις τὴν ψυχήν μου εἰς ᾅδου).

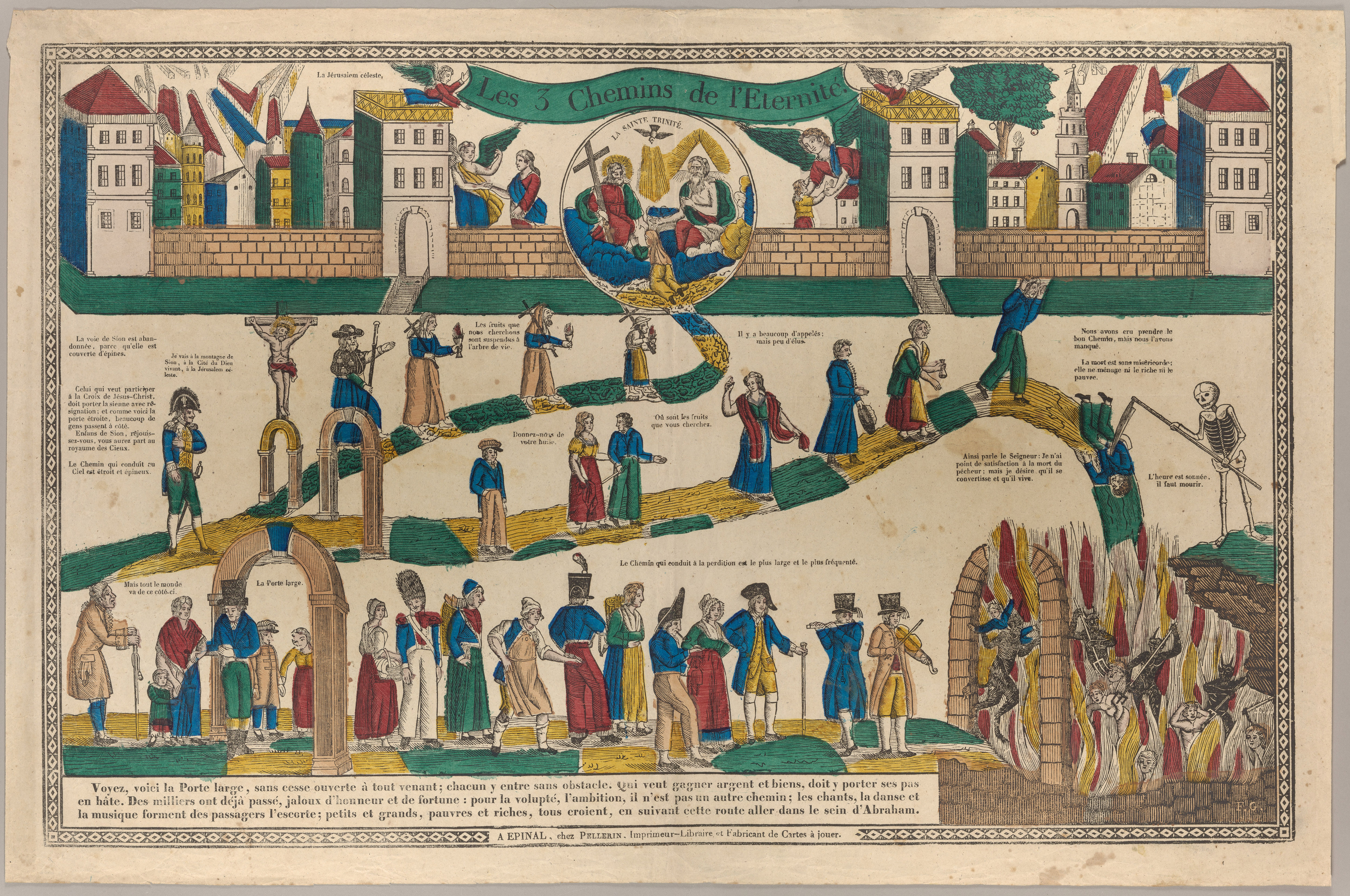
Una mappa allegorica di arte popolare basata su Matteo 7:13–14 (Georgin François,1825).

Nella versione Textus Receptus del Nuovo Testamento la parola ᾅδης (Ade), compare undici volte. Le edizioni critiche del testo di 1 Corinzi 15:55 traducono ᾅδης con θάνατος (morte). Tranne che in questo verso di 1 Corinzi, dove si usa "tomba", la versione di Re Giacomo traduce ᾅδης come "Inferno".
In tutte le occorrenze tranne una, ᾅδης ha poca o nessuna relazione con le ricompense o le punizioni dell'aldilà. L’unica eccezione è la Parabola di Lazzaro e del ricco epulone, in cui il ricco si trova, dopo la morte, nell'Ade, e "angosciato in questa fiamma" (Luca 16:25), mentre gli angeli portano Lazzaro nel seno di Abramo (Luca 16:22), descritto come uno stato di conforto.
Morte e Ade sono ripetutamente associati nel Libro dell'Apocalisse (Apocalisse 1:18, Apocalisse 6:8, Apocalisse 20:13-14). La parola "Ades" compare nella promessa di Gesù a Pietro: "E io ti dico che tu sei Pietro e su questa roccia edificherò la mia chiesa e le porte dell'Ade non la supereranno" (Matteo 16:18) e nell’ammonimento a Cafarnao: “E tu, o Caparnaum, sarai forse innalzata fino al cielo? No, tu discenderai fino all'Ade" (Matteo 11:23 e Luca 10:15).

## Prospettive paleocristiane
Tertulliano (160 circa-225 circa), facendo un'eccezione solo per i martiri cristiani, sostenne che le anime dei morti scendono sotto terra e saliranno al cielo solo alla fine del mondo:
(Tertulliano, De anima)
Il frammento variamente intitolato Contro Platone o De Universo, attribuito a sant'Ippolito di Roma (170 circa-236 circa), afferma quanto segue:
(Sant'Ippolito di Roma, Contra Platonem)
Nel suo studio intitolato Hades of Hippolytus or Tartarus of Tertullian? The Authorship of the Fragment De Universo, C.E. Hill sostiene che la rappresentazione dello stato intermedio dei giusti esposta in questo testo è radicalmente opposta a quella che si trova nelle opere autentiche di Ippolito e deve essere stato scritto da Tertulliano.
Nel Vangelo copto degli Egiziani, opera gnostica, l'angelo Eleleth crea parlando Sofia, con l'intento di lasciare che qualcosa regni sul Caos e sull'Ade.

## Uso cristiano in italiano
Nella Vulgata latina, il termine greco ᾅδης é reso come infernus (letteralmente "luogo di sotto" o "luogo in basso", da infer, ovvero "sotto"). Molte edizioni in italiano della Bibbia hanno effettuato un semplice calco semantico del termine latino, traducendo "infernus" come "inferno". In alcune traduzioni più recenti, il termine ᾅδης é stato invece reso come "inferi" , "Ade", "Ades" o "soggiorno dei morti", in modo da rispecchiare con maggiore precisione il testo originale greco: quest'ultimo infatti spesso indicava l'Ade come dimora generica di tutti i morti, mentre il luogo di punizione ultraterrena degli empi (a cui é associato il concetto di inferno nel linguaggio popolare) era la Geenna.

## Insegnamenti della Chiesa

### Chiesa ortodossa orientale
L'insegnamento della Chiesa ortodossa orientale è che, "dopoché l'anima ha lasciato il corpo, si reca nella dimora dei morti (Ade)". Ci sono eccezioni, come la Theotokos, che fu portata dagli angeli direttamente in cielo.
Alla seconda venuta di Cristo, l'anima si ricongiunge al suo corpo risorto per essere giudicato da Lui nel Giudizio finale:  Il 'servo buono e fedele' erediterà la vita eterna, l'infedele con il non credente trascorrerà l'eternità all'Inferno. I loro peccati e la loro incredulità li tortureranno come il fuoco.
La Chiesa ortodossa, le Chiese ortodosse orientali e la Chiesa cattolica romana sostengono che un giudizio universale finale sarà pronunciato su tutti gli esseri umani quando anima e corpo saranno riuniti nella risurrezione dei morti. Credono anche che il destino di coloro che si trovano nella dimora dei morti sia diverso, anche in attesa della risurrezione: "Le anime dei giusti sono nella luce e nel riposo, con un assaggio di felicità eterna; ma le anime degli empi sono in uno stato [che è il] contrario di questo".

### Chiesa cattolica romana
La parola latina infernus o infernum indicava la dimora dei morti e quindi era usata come equivalente della parola greca "ᾅδης" (hades). Appare in entrambi i documenti sopra citati e indicava un'esistenza sotto la terra in modo più chiaro della parola greca. Successivamente, la traslitterazione della parola greca "hades" cessò di essere usata in latino e "Infernum" divenne il modo normale di esprimere l'idea di Ade.
L'espressione Infernum damnatorum (Inferno dei dannati) deriva dalla domanda 69, articolo 7 del Supplemento alla Summa Theologica di Tommaso d'Aquino, che distingue cinque stati o dimore dei morti: Paradiso, Inferno dei dannati, Limbo dei figli, Purgatorio e Limbo dei Padri. San Tommaso afferma:
(Domanda 69, articolo 7 del Supplemento alla Summa Theologica)

### Chiesa anglicana
Il The Anglican Catechist afferma che «esiste uno stato intermedio tra la morte e la risurrezione, in cui l'anima non dorme nell'incoscienza, ma esiste nella felicità o nella miseria fino alla risurrezione, quando sarà riunita al corpo e riceverà la sua ricompensa finale». Il vescovo anglicano John Henry Hobart scrisse che  «l'Ade, o il luogo dei morti, è rappresentato come un ampio ricettacolo con porte, attraverso le quali entrano i morti». Questo spazio è diviso in Paradiso e Geenna, «ma con un abisso invalicabile tra i due». Le anime, ad eccezione di quelle dei martiri e dei santi, rimangono nell'Ade fino al giudizio finale e «i cristiani possono anche migliorare in santità dopo la morte durante lo stato intermedio che precede il giudizio finale». Gli anglicani hanno una propria preghiera per i morti.

### Chiesa metodista
Nella Chiesa metodista, la parola Hades denota «lo stato intermedio delle anime tra la morte e la risurrezione generale», che è diviso in Paradiso (per i giusti) e Geenna (per i malvagi). John Wesley, il fondatore del Metodismo, «ha fatto una distinzione tra l'inferno (il ricettacolo dei dannati) e l'Ade (il ricettacolo di tutti gli spiriti separati), e anche tra il Paradiso vero e proprio (in inglese Paradise, l'anticamera del cielo) e il Cielo [in inglese: Heaven]». I morti rimarranno nell'Ade «fino alGiorno del Giudizio in cui tutti risorgeremo corporalmente e staremo davanti a Cristo come nostro Giudice. Dopo il Giudizio, i Giusti andranno alla loro ricompensa eterna in Cielo e i Maledetti se ne andranno all'Inferno (cfr. Genesi 25)».

### Chiese riformate
Giovanni Calvino sosteneva che lo stato intermedio è cosciente e che i malvagi soffrono all'Inferno.

### I morti come privi di sensi
Gli Avventisti del settimo giorno e i Testimoni di Geova credono che i morti nello stato intermedio siano privi di coscienza. Gli avventisti del settimo giorno credono che l'Inferno e l'Ade non siano luoghi di sofferenza eterna, ma di morte eterna e che la morte sia uno stato di sonno inconscio fino alla risurrezione. Basano questa credenza su testi biblici come Qoelet 9:5 che afferma che "i morti non sanno nulla" e su 1 Tessalonicesi 4:13, che contiene una descrizione dei morti che vengono risuscitati dalla tomba alla seconda venuta.
Sostengono anche che l'Inferno non è un luogo eterno e che le descrizioni di esso come "eterno" o "inestinguibile" non significano che il fuoco non si spegnerà mai. Come esempio, citano il "fuoco eterno" (Lettera di Giuda 1:7) di Sodoma e Gomorra che poi si estinse.
La Chiesa d'Inghilterra ha una varietà di opinioni sullo stato di morte. Alcuni, come NT Wright, hanno proposto una visione della tomba che considera l'Ade un luogo in cui i morti riposano, ed EW Bullinger ha sostenuto la cessazione dell'anima tra la morte e la risurrezione.